# تدی خرسه (فیلم ۱۹۸۰)
تدی خرسه (لهستانی: Teddy Bear) یک فیلم کمدی است که در سال ۱۹۸۰ منتشر شد.

## گزیدهٔ بازیگران
- استانیسواف میکولسکی
- استانیسواف تیم
- کشیشتف کوالفسکی
- یانوش زاکژینسکی
- آندژی واسیلویچ
- یژی تورک
- پاوئو واوژتسکی
- ایزابلا اولِـینیک
- ووجیمیش بدنارسکی
- یژی سنوتا
- ماریان وانچ
- پیوتر پرنگوفسکی
- الژبیتا یودوئوفسکا
- برونیسواف پاولیک
- وویچیخ پوکرا
- تادئوش هانوسِک
- آندژی فدوروویچ
- یژی بونچاک
- ماچئی رایزاخر
- ایرنا کارل
- مارِک شودیم
- یان کوچینیاک
- ائوگنیوش پریویژینسف
- هانا اسکارژانکا
- باربارا بورسکا